# FNN踊る大選挙戦
『FNN踊る大選挙戦』（エフエヌエヌ おどるだいせんきょせん）は、フジテレビ（FNN系列）の選挙特別番組。

## 概要
フジテレビの大ヒット刑事ドラマ『踊る大捜査線』風の演出を施している。同作品の名台詞「事件は会議室で起きてるんじゃない。現場で起きてるんだ」から拝借した「選挙は現場で起きている!」をキャッチフレーズに、FNNの各ニュース番組取材陣が現場に赴き、選挙の様子を的確に伝えた。
2003年11月9日の第43回衆議院議員総選挙時には、21:24（以下、すべてJST）に番組の放送が開始された（バレー中継延長で予定より30分遅れて放送）。『トリビアの泉 〜素晴らしきムダ知識〜』の選挙版「選挙トリビア」（ナレーター・伊武雅刀）が登場し、民放1位の12.4%の高視聴率を獲得した。
2004年7月11日の第20回参議院議員通常選挙時からは、一部地域を除きFNSネットで放送されている『24 -TWENTY FOUR-』さながらのデジタル時計を携えた多画面分割中継にも挑戦、地上デジタル放送によるデータ放送も開始される。12.3%という民放随一の高視聴率をまたも叩き出した。
映画『踊る大捜査線 THE MOVIE3 ヤツらを解放せよ!』の公開に合わせ、2010年7月11日の第22回参議院議員通常選挙時には選挙特別番組として6年ぶりにこのタイトルが復活する。しかし、前2回とは異なり選挙情勢のみを伝える単調な内容で、前年（2009年）の第45回衆議院議員総選挙時に放送された『FNNスーパー選挙2009 審判の日』との違いは見られず、第1部の視聴率は8.3%と急落した。

## 番組内容
- 第1部
  - 出口調査による議席予測、当選確実速報、開票速報、当選者の喜びの声、各党・各選挙区の情勢、選挙ドキュメント、それらを踏まえた政界ご意見番の「明日の新聞予測」やゲストコメンテーターによる解説、CM前後の「選挙トリビア」など。
- 第2部
  - 自民・民主など各党若手議員などによる討論会（キャスターは『報道2001』を参照）。
- 第3部
  - 全国各地の選挙区や比例代表の当選者の残り1議席までの開票速報をおくる。キャスターは松尾紀子。

## 出演者

### 2003年・2004年版
第1部キャスター
- 安藤優子
- 石原良純
- 小島奈津子（2003年のみ）
- 高島彩（2004年のみ）

第2部キャスター
- 黒岩祐治
- 島田彩夏
- 竹村健一

開票キャスター
- 笠井信輔
- 佐々木恭子

政界ご意見番（政界スリーアミーゴス）
- 三宅久之
- 森田実
- 和田圭
- 伊藤利尋（聞き手）

コメンテーター
- 浜田幸一 ほか

フィールドキャスター
- 須田哲夫
- 木村太郎
- 西山喜久恵

ほか

### 2010年版
第1部
- 総合キャスター
  - 安藤優子
  - 高島彩
- 開票キャスター
  - 伊藤利尋
  - 秋元優里
- コメンテーター
  - 木村太郎

第2部
- 総合キャスター
  - 須田哲夫
  - 吉田恵
  - 石原良純
- 開票キャスター
  - 秋元優里
- コメンテーター
  - 伊藤惇夫

ほか

## 放送時間
（以下、すべてJST）
2003年衆院選
- 2003年（平成15年）11月9日 21:24 - 翌4:00
  - 第1部 21:24 - 翌0:15
  - 第2部 翌0:30 - 翌2:20
  - 第3部 翌3:55 - 翌4:00

2004年参院選
- 2004年（平成16年）7月11日 21:24 - 翌4:00
  - 第1部 21:24 - 翌0:15
  - 第2部 翌0:30 - 翌2:20
  - 第3部 翌3:55 - 翌4:00

※2004年7月11日の参議院選挙は、バレーボール・ワールドグランプリ録画中継の延長で当初予定の20:54より30分遅れて放送、第3部は予定より30分短縮された。
2010年参院選
- 2010年（平成22年）7月11日 19:58 - 翌2:00

## スタッフ
- プロデューサー：磯貝明徳
- 演出：佐竹正任

## 系列局での扱い
番組の一部を自社製作（ローカル）版に差し替えて放送。
2010年版
- 関西テレビでは『踊る大選挙戦アンカースペシャル』と題した自社製作版へと番組内容を大幅に差し替えた。『FNNスーパーニュースアンカー』をベースに製作し、山本浩之・村西利恵・青山繁晴・森田実・平野貞夫・豊田康雄・岡安譲らが出演した。

- 北海道文化放送では、中島岳志を解説に据え、京谷和央や松本裕子らが出演する『uhbスーパーニュース』をベースに製作、ローカルパートを他系列局よりも拡大（但し関西テレビ『踊る大選挙戦アンカースペシャル』未満のローカルパート）して番組内容を大幅に差し替えた。
- 岡山放送では、萩原渉らが出演する『OHKスーパーニュース』をベースに製作。番組終盤に岡山・香川それぞれの選挙区の当選者が生出演（香川選挙区当選者は高松市内の四国支社スタジオからの中継）して、ゲストコメンテーターや解説担当記者とのミニ討論を行なった。